# Ezra Talmor
Ezra Talmor (hebreo: עזרא טלמור; El Cairo, 1919) filósofo y pensador israelí, fundador de la "International Society for the Study of the European Ideas" (ISSEI) y editor de la revista "The European Legacy".

## Biografía
Sus padres, de origen sefardí (sus antepasados llevaban el apellido "Zanona"), emigraron a Egipto desde Alepo en Siria. Sus abuelos hablaban árabe, en casa de sus padres se hablaba árabe y francés. Asistió a clases en el Collège Français en El Cairo.
Ezra Talmor se vio atraído por ha-'Ivri ha-Tza'ir ("El joven hebreo"), un movimiento juvenil sionista de corte laborista, establecido en Egipto a comienzos de los años 30, llegando a ser incluso la figura central para revitalizar el movimiento a finales de los años 30. El 29 de noviembre de 1947, cuando la Asamblea General de Naciones Unidas votó la partición de Palestina en un Estado judío y otro árabe, ha-Shomer ha-Tza'ir mostró una postura distinta dentro del sionismo oponiéndose al establecimiento de un Estado exclusivamente judío en Palestina y apoyando un Estado binacional.  
Tras la creación de Estado de Israel, Ezra Talmor fue uno de los fundadores del kibutz Nahshonim. Entre 1956 y 1959, fue el representante del partido político de izquierdas MAPAM en Londres. Fue en esos años cuando su mujer Sascha Talmor obtuvo un doctorado en Filosofía en la Universidad de Londres. Ezra pudo obtener un M.A. en Filosofía en esa misma institución.
Estando en Londres, Fenner Brockway, dirigente del Partido Laborista, comentó que había mantenido una reunión con Michel Aflaq, uno de los fundadores del partido Baaz en Siria. Según Brockway, Aflaq dijo estar interesado en reunirse con israelíes, pero no pudo encontrar interlocutores. Talmor expresó su disposición de encontrarse con Aflaq y así lo hizo, reuniéndose varias veces con él y con estudiantes sirios de Medicina en Londres. Juntos diseñaron un borrador de acuerdo de paz entre árabes e israelíes. 
Al retornar a Israel, Talmor colaboró en el departamento árabe de MAPAM porque quería la paz entre judíos y árabes. Trabajó brevemente para "New Outlook", una revista mensual independiente de los partidos políticos dedicada a promover la paz entre árabes e israelíes. Luego, se retiró de la actividad política.  
En los años 60 obtuvo un doctorado en Filosofía por la Universidad de París. Pasó a ser profesor en la Universidad de Haifa, en el Departamento de Filosofía, mientras Sascha enseñaba en el de Inglés. En 1979, fundaron la revista "History of European Ideas", una revista interdisciplinar dedicada a estudiar la historia de los intercambios culturales en Europa y la génesis de la idea de Europa.
En 1984, la Fundación Rockefeller invitó a los editores de la revista a organizar un Congreso en Bellagio (Italia) sobre 'Europa en un mundo en transformación'. Allí, los editores de la revista decidieron fundar la "International Society for the Study of European Ideas" (ISSEI), que organiza cada dos años un congreso internacional en diferentes universidades.
En 1996, la revista se transforma en "The European Legacy", que se publica siete veces al año.

## Publicaciones
- Mind and political concepts. Oxford; New York: Pergamon Press, 1979
- Descartes and Hume. Oxford; New York: Pergamon Press, 1980.
- Language and ethics. Oxford [Oxfordshire]; New York: Pergamon Press, 1984